# Cornelia Calegari
Cornelia Calegari (Bergamo, 1644 – 1662) è stata una compositrice, organista, cantante e religiosa italiana.

## Biografia
Cornelia nasce a Bergamo da Bartolomeo Calegari e Claudia Furietti. Le sue capacità compositive e canore sono presto scoperte e apprezzate dai suoi stessi concittadini, tanto che nel 1659, a soli 15 anni, viene pubblicata la sua prima opera: Mottetti a voce sola. Il 19 aprile del 1661 prende i voti definitivi come monaca benedettina presso il Convento di Santa Margherita a Milano scegliendo il nome religioso di Maria Cattarina. Muore presumibilmente intorno al 1662.

## Produzione musicale
La sua carriera inizia nell'era d'oro della musica e della composizione conventuale; diviene una delle più famose ed apprezzate musiciste in questo ambito. Le sue abilità le fanno guadagnare il titolo di Divina Euterpe, dal nome della musa della musica.
Calegari scrive composizioni musicali complesse, messe a sei voci con accompagnamento strumentale, madrigali, canzonette, vespri e altra musica sacra. È nota per la sua capacità di trasmettere grandi emozioni con il suo lavoro, in un'epoca in cui gran parte della musica non era concepita per questo scopo. Nel 1663 il Vescovo Alfonso Litta costringe di fatto al silenzio la nuova "era musicale" dando ordine di non organizzare esibizioni musicali per i tre anni successivi; addebitando a tale musica gli scandali riguardanti la moralità che interessano tutta la regione.
È probabile che questi provvedimenti, insieme con il malcontento, nato tra le autorità e il convento dove si trova Calegari, circa la sua dote spirituale, siano stati la causa più importante della scomparsa di ogni traccia della sua musica. Di essa restano solo resoconti scritti. Altra ipotesi è che invece suor Maria Catterina sia morta molto giovane, poco dopo la sua entrata in convento, intorno al 1662.

## Opere
Dalle notizie disponibili, risulta che abbia scritto:

### Musica vocale
- Madrigali a due voci
- Madrigali e canzonette a voce sola

### Musica sacra
- Messe a sei voci con strumenti
- Motteti a voce sola
- Vespri